# ᴆ
Cette page contient des caractères spéciaux ou non latins. S’ils s’affichent mal (▯, ?, etc.), consultez la page d’aide Unicode.
ᴆ, appelé petite capitale eth, est une lettre additionnelle de l’écriture latine qui est utilisée dans l’alphabet phonétique ouralien de Sovijärvi et Peltola. Elle a la forme d’une petite capitale minuscule du eth ‹ Ð › dans les travaux de Sovijärvi et Peltola. Elle n’est pas à confondre avec la petite capitale D barré (petite capitale minuscule de ‹ Ꟈ ›) utilisée dans les travaux de Lehtisalo.

## Utilisation
Dans l’alphabet phonétique ouralien utilisé par Sovijärvi et Peltola publié en 1970, ‹ ᴆ ›  représente une consonne battue alvéolaire sourde, notée [ɾ̥] avec l’alphabet phonétique international, le ‹ ð › représentant une consonne battue alvéolaire voisée et les petites capitales représentant les consonnes équivalentes dévoisées.

## Représentations informatiques
La petite capitale eth peut être représentée avec les caractères Unicode (Extensions phonétiques) suivants :
| formes    | représentations | chaînes de caractères | points de code | descriptions                                |
| --------- | --------------- | --------------------- | -------------- | ------------------------------------------- |
| minuscule | ᴆ               | ᴆ                     | U+1D06         | lettre minuscule latine petite capitale eth |